# Sonsonate Centro
Sonsonate Centro es una de las cuarenta y cuatro entidades municipales que conforman la República de El Salvador, y a su vez cabecera del departamento de Sonsonate dada su relevancia económica, política, cultural e histórica para el occidente del país.
En términos geográficos posee una extensión territorial de 329.38 km2; limitando con Sonsonate Norte (Nahuizalco y Santa Catarina) al Noroccidente, Ahuachapán Sur (San Pedro Puxtla) al Occidente, Sonsonate Oeste (Acajutla) al Suroccidente, Sonsonate Este al Oriente y al Sur con el Océano Pacífico.

## Etimología
La Municipalidad de Sonsonate Centro o Central de Sonsonate es nombrada  acorde a la posición geográfica y el nombre del departamento en donde se ubica, tal y como lo establece la Asamblea Lesgislativa al momento de realizar su reestructuración. El nombre de la municipalidad proviene de la castellanización de la palabra náhuat Sentzunhat o Sentzunhapan (nombre histórico de la localidad y su principal afluente) y de la palabra latina Centralis (relativo al centro; dada su posición geográfica).

## Organización Territorial
La municipalidad de Sonsonate Centro, fue creada en el año de 2024 a partir de la fusión e incorporación de las antiguas municipalidades de Sonzacate, San Antonio del Monte, Nahulingo y Santo Domingo de Guzmán a la Alcaldía de Sonsonate; pasando a convertirse estas en distritos de la nueva entidad. Con esta nueva estructura organizacional la municipalidad se encuentra dividida en cinco distritos y 28 cantones; ocupando la segunda posición en extensión territorial respecto a las demás municipalidades del departamento.
| Distrito | Distrito                | Población   | Extensión (km2) | Divisiones auxiliares | Divisiones auxiliares |
| -------- | ----------------------- | ----------- | --------------- | --------------------- | --- |
|          | Sonzacate               | 27,697 hab. | 8.4             | 2 cantones            | - El Almendro - El Mojón |
|          | San Antonio del Monte   | 29,080 hab. | 25.11           | 6 cantones            | - Agua Santa - Cuyuapa Abajo - Cuyuapa Arriba - El Castaño - Las Hojas - San Ramón                                                                                               |
|          | Santo Domingo de Guzmán | 9,607 hab.  | 27.92           | 4 Cantones            | - El Carrizal - El Caulote - El Zarzal - El Zope |
|          | Nahulingo               | 12,174 hab. | 35.42           | 4 Cantones            | - Alemán - Conacaste Herrado - El Guayabo - Piedra de Moler |
|          | Sonsonate (CM)          | 81,236 hab. | 232.53          | 12 cantones           | - Chiquihuat (Tazulá) - El Cacao - El Edén - El Presidio - La Ensenada - Las Delicias - Salinas de Ayacachapa - Las Tablas - Loma del Muerto - Miravalle - Santa Emilia - Tonalá |

Para el año 2024, se estima que la población del nuevo municipio asciende a un total de 159,794 habitantes, dentro de la nueva organización destaca el distrito de Sonsonate como el principal centro, en la toma de decisiones políticas y económicas concentrando el 50.83 % de la población municipal y  la mayor parte de los flujos comerciales provenientes del departamento. La nueva Organización territorial establece que los distritos municipales actuarán como divisiones auxiliares de la administración pública y estadística, para administrar estos territorios el alcalde y su Consejo Municipal designará y delegará algunas funciones administrativas a un Jefe o Gerente de distrito.